# Durant (cràter)
Durant és un cràter d'impacte en el planeta Venus de 21,1 km de diàmetre. Porta el nom d'Ariel Durant (1898-1981), escriptora estatunidenca, i el seu nom va ser aprovat per la Unió Astronòmica Internacional el 1994.